# Роботы-бойцы (фильм)
«Роботы-бойцы» (также известен как «Робот Джокс», англ. Robot Jox) — фантастический фильм про битвы гигантских боевых роботов.

## Сюжет
Пятьдесят лет назад закончилась ядерная война, едва не уничтожившая человечество. Отныне войны прекращены, и все территориальные споры между нациями решаются при помощи поединков гигантских боевых роботов, которыми управляют лучшие бойцы мира. Проамериканский Западный Рынок готовится к схватке за Аляску с Сибирской Конфедерацией. Лучший пилот Конфедерации Александр поражает и добивает Геркулеса, одного из лучших пилотов Западного Рынка. Александр бросает вызов пилоту Ахиллесу, для которого следующий (десятый для него) бой будет последним по контракту. Рынок приготавливает секретное оружие — зелёный лазер, однако в ходе боя выясняется, что для Конфедерации это уже не секрет. Роботы переходят в ближний бой, и Александр выстреливает в Ахиллеса рукой робота, что запрещено правилами. Рука летит в зрительскую трибуну, Ахиллес закрывает собой людей, но от удара падает на трибуну, погибает три сотни зрителей. Конференция Независимых судей постановляют, что бой закончился вничью. Ахиллес отказывается от дальнейших боёв. Рынок отбирает пилота среди людей, «выращенных из пробирки» — их гены модифицированы, чтобы развить из них лучших бойцов. В соревновании среди них побеждает девушка Афина. Ахиллес, влюблённый в Афину, желает её уберечь и вызывается на бой с Александром .
Опасаясь утечки информации, технический консультант доктор Мацумото создаёт запись с инструкцией к новому оружию для Ахиллеса, боец должен будет прослушать инструкцию непосредственно пред схваткой. К нему является боевой консультант Ахиллеса, бывший боец и герой Западного Рынка Текс Конвей с требованием дать инструкцию. Доктор Мацумото разоблачает предателя Конвея: в битве за Камбоджу он «случайно» попал в единственное уязвимое место робота Конфедерации. Конвей разоружает Мацумото, доктор тайком включает видеокамеру и вызывает Конвея на откровенность. Конвей хладнокровно пристреливает Мацумото и выдаёт его за предателя.
Уязвлённая Афина делает инъекцию снотворного Ахиллесу и запирает его в собственной квартире. Она завладевает управлением робота и выходит на арену. Тем временем очнувшийся Ахиллес с помощью дистанционного управления автомобилем разбивает стены своей квартиры и спешит к месту боя. При прослушивании инструкции Мацумото выплывает кошмарная сцена с признанием Текса и убийством доктора, разоблачённый предатель прыгает в провал. Секретное оружие ослепляет Александра, он в ярости сбивает с ног Афину и невзирая на потерю руки избивает её. Судьи присуждают победу Конфедерации, но распоясавшийся конфедерат разбивает машину судей и вступает в бой со сменившим Афину в кабине управления Ахиллесом. Александр сражает Ахиллесса, но тому удаётся выбраться из кабины разбитого робота и запустить в Александра руку, которую у него отпилила Афина. Пилоты дерутся голыми руками, Ахиллесу удаётся добиться перемирия с Александром.

## В ролях
| Актёр/Актриса     | Персонаж                       |
| ----------------- | ------------------------------ |
| Гэри Грэм         | Ахиллес                        |
| Энн-Мари Джонсон  | Афина                          |
| Пол Косло         | Александр                      |
| Роберт Сэмпсон    | Комиссар Джеймсон              |
| Дэнни Кеймкона    | Доктор Мацумото                |
| Хилари Мэйсон     | Профессор Лаплас               |
| Майкл Оллдреддж   | Текс Конвей                    |
| Рассел Кейс       | Геркулес                       |
| Джеффри Коплстоун | чиновник Конфедерации          |
| Джеффри Комбс     | Зритель №1                     |
| Стюарт Гордон     | Бармен (в титрах не обозначен) |